# Mallotus brevipetiolatus
Mallotus brevipetiolatus är en törelväxtart som beskrevs av Andrew Thomas Gage. Mallotus brevipetiolatus ingår i släktet Mallotus och familjen törelväxter. Inga underarter finns listade i Catalogue of Life.